# Henrik Kauffmann
Henrik Kauffmann (Fráncfort del Meno, 26 de agosto de 1888-Skodsborg (Dinamarca), 5 de junio de 1963) fue un diplomático danés que desempeñó el cargo de embajador de Dinamarca en Estados Unidos entre 1939 y 1958. Durante la II Guerra Mundial, el 9 de abril de 1941, aniversario de la invasión alemana de Dinamarca, firmó por iniciativa propia un acuerdo con Estados Unidos que permitía a este país defender el territorio de Groenlandia de posibles agresiones de la Alemania nazi. Este tratado fue firmado por el secretario de estado norteamericano Cordell Hull y aprobado por el presidente Franklin D. Roosevelt.

## Biografía

### Carrera diplomática
Estuvo destinado en Roma entre 1921 y 1923. Posteriornente fue trasladado a Pekín donde permaneció entre 1924 y 1932. Entre 1932 y 1939 estuvo destinado en Oslo donde contribuyó a mejorar las relaciones entre Noruega y Dinamarca tras el conflicto creado por la reclamación Noruega sobre la Tierra de Erik el Rojo en Groenlandia. En 1939 fue nombrado embajador en Estados Unidos. Cuando Dinamarca fue liberada de la ocupación alemana, el 5 de mayo de 1945, Kauffmann fue nombrado ministro sin cartera y confirmado como embajador en Estados Unidos. Actuó como delegado danés en la conferencia de San Francisco que culminó con la Carta de las Naciones Unidas.

### Acuerdo para la defensa de Groenlandia
Este acuerdo fue negociado en secreto entre Kauffmann, que actuaba sin la aprobación del gobierno danés, y el presidente Roosevelt: permitía a Estados Unidos establecer una base militar en el territorio de Groenlandia; como contrapartida el embajador pudo acceder a las reservas de oro danesas que habían sido depositadas en Estados Unidos antes de la guerra. El acuerdo fue declarado nulo por el gobierno danés, sin embargo Kauffman siguió adelante al considerar al gobierno incapaz de proteger los intereses nacionales por encontrarse el país ocupado por Alemania. En respuesta el gobierno danés lo acusó de alta traición y ordenó su destitución, pero carecía de poder en Estados Unidos, por lo que Kauffmann continuó ejerciendo como embajador y los cargos fueron retirados al terminar la guerra con la derrota de Alemania.

### Muerte
En junio de 1963, Kauffmann que había sido diagnosticado de cáncer de próstata avanzado fue asesinado por su mujer Charlotte MacDougall (1900-1963), la cual posteriormente se suicidó con la misma arma. Según la prensa de la época fue un acto de eutanasia.

## Película
En el año 2020 se estrenó la película "The Good Traitor" dirigida por Christina Rosendahl, basada en la vida de Henrik Kauffmann que es interpretado por Ulrich Thomsen.